# Na Tra 2: Ma đồng náo hải
Na Tra 2: Ma đồng náo hải (tiếng Trung: 哪吒之魔童闹海; bính âm: Nézhā zhī Mótóng Nàohǎi) là một bộ phim hoạt hình 3D Trung Quốc thuộc thể loại kỳ ảo – phiêu lưu – hài pha xen lẫn yếu tố chính kịch. Phim được ra mắt vào năm 2025, do Sủi Cảo làm đạo diễn kiêm biên kịch. Đây là phần 2 của bộ phim Na Tra: Ma đồng giáng thế từng gây bão phòng vé tại Trung Quốc và quốc tế trong năm 2019. Phim được dựa trên nhân vật Na Tra và tiểu thuyết Phong thần diễn nghĩa của Hứa Trọng Lâm và Lục Tây Tinh. Tiếp nối phần 1, phim kể về câu chuyện Na Tra và Ngao Bính đã trải qua một kiếp nạn trên trời và được Thái Ất chân nhân tái tạo thân xác bằng một bông sen bảy màu. Tuy nhiên, Thân Công Báo đã thả tứ đại long vương của hắn ra ngoài để đe dọa sự sống còn của nhân loại. Na Tra và Ngao Bính đã phải trải qua nhiều khó khăn và đối mặt với một cuộc chiến chưa từng có.
Bộ phim được công chiếu tại Trung Quốc vào ngày 29 tháng 1 năm 2025 (mùng 1 Tết Nguyên Đán) với các định dạng chuẩn như 2D, 3D, IMAX, CINITY, CINITY LED, CGS, Dolby Cinema, 4DX và các định dạng khác. Với doanh thu hơn 2,2 tỷ đô la Mỹ với kinh phí hơn 80 triệu đô la Mỹ, hiện tại đây được xem là bộ phim điện ảnh có doanh thu cao nhất trong năm 2025, phim điện ảnh Trung Quốc có doanh thu cao nhất mọi thời đại, đồng thời là phim hoạt hình có doanh thu cao nhất toàn cầu và lọt top 4 trong danh sách phim có doanh thu cao nhất toàn cầu. Vào ngày thứ 11 kể từ khi công chiếu, bộ phim đã vượt qua con số 936 triệu đô la của Star Wars: Thần lực thức tỉnh để trở thành bộ phim có doanh thu cao nhất tại một quốc gia.

## Nội dung
Sau kiếp nạn, mặc dù linh hồn của Na Tra và Ngao Bính được bảo toàn, nhưng thân xác của họ sẽ sớm bị hủy hoại hoàn toàn. Thái Ất Chân Nhân dự định sử dụng Thất Sắc Bảo Liên (Bông Sen Bảy Màu) để tái tạo thân xác cho họ. Tuy nhiên, trong quá trình tái tạo, họ đã gặp phải vô vàn khó khăn. Thân Công Báo quyết định thả "Tứ Đại Long Vương" bị giam cầm dưới biển sâu. Ngao Quảng nói rằng: "Nếu con trai ta chết, ta sẽ không để một ai sống sót ở ải Trần Đường." Để bảo vệ ải Trần Đường, Na Tra sẽ phải chiến đấu với "Tứ Đại Long Vương" mà Thân Công Báo đã thả ra.

## Diễn viên
Danh sách diễn viên lồng tiếng được trích từ Douban Movie Network.
| Diễn viên lồng tiếng | Nhân vật                                      |
| -------------------- | --------------------------------------------- |
| Lữ Diễm Đình         | Na Tra (nhi đồng)                             |
| 囧 Sâm Sắt Phu       | Na Tra (thiếu niên)                           |
| 囧 Sâm Sắt Phu       | Thú bảo vệ kết giới (bên trái)                |
| Hãn Mặc              | Ngao Bính                                     |
| Trần Hạo             | Lý Tịnh                                       |
| Lục Khỉ              | Ân phu nhân                                   |
| Dương Vệ Thanh       | Thân Công Báo                                 |
| Trương Già Minh      | Thái Ất chân nhân                             |
| Vương Đức Thuận      | Vô Lượng Tiên Ông                             |
| Vũ Thần              | Ngao Quảng – Đông Hải Long Vương (hình người) |
| Vũ Thần              | Ông bán chữ                                   |
| Lý Nam               | Ngao Quảng – Đông Hải Long Vương (hình rồng)  |
| Chu Vịnh Khê         | Ngao Nhuận – Tây Hải Long Vương               |
| Hàn Vũ Trạch         | Ngao Thuận – Bắc Hải Long Vương               |
| Hàn Vũ Trạch         | Tôm binh                                      |
| Hàn Vũ Trạch         | Mộc Tra                                       |
| Nam Dư               | Ngao Khâm – Nam Hải Long Vương                |
| Trương Vận Khí       | Lộc Đồng                                      |
| Hạnh Lâm Nhi         | Hạc Đồng                                      |
| Vương Trí Hành       | Thân Tiểu Báo                                 |
| Trương Tích          | Thân Chính Đạo                                |
| Lương Sinh           | Chuột Đại Ca                                  |
| Lương Sinh           | Chuột Nhị Ca                                  |
| Lương Sinh           | Đạo Hạnh Thiên Tôn                            |
| Tiểu V               | Thạch Cơ Nương Nương                          |
| Ảo Thính             | Gương đồng                                    |
| Ảo Thính             | Từ Hàng Đạo Nhân                              |
| Linh Thất            | Thú bảo vệ kết giới (bên phải)                |
| Linh Thất            | Hoàng Long Chân Nhân                          |
| Nhậm Tuấn Bằng       | Hải Dạ Xoa                                    |
| Nhậm Tuấn Bằng       | Phổ Hiền Chân Nhân                            |
| Cung Cách Nhĩ        | Quái vật bạch tuộc                            |
| Cung Cách Nhĩ        | Ông lão nhổ sen                               |
| Cung Cách Nhĩ        | Bà lão nhổ sen                                |
| Trần Hậu Lâm         | Quái vật cá mập                               |
| Trần Hậu Lâm         | Linh Bảo Đại Pháp Sư                          |
| Trần Hậu Lâm         | Thanh Hư Đạo Đức Chân Quân                    |
| Đào Nguyễn           | Quản gia nhà họ Lý                            |
| Đào Nguyễn           | Cự Lưu Tôn                                    |
| Thôi Khải            | Quảng Thành Tử                                |
| Thôi Khải            | Rùa binh                                      |
| Thôi Khải            | Cua tướng                                     |
| Thôi Khải            | Kim Tra                                       |
| Tuấn Thần            | Ngọc Đỉnh Chân Nhân                           |
| Đại Hải              | Xích Tinh Tử                                  |
| Nhất Chu             | Văn Thù Quảng Pháp Thiên Tôn                  |

### Phát triển
Ngay sau khi phát hành bộ phim Na Tra: Ma đồng giáng thế, đội ngũ sản xuất có ý định sẽ phát triển phần tiếp theo của phim này. Đạo diễn Sủi Cảo xác nhận rằng muốn làm phần tiếp theo thì phải phụ thuộc vào hiệu suất phòng vé. Sau thành công của Na Tra: Ma đồng giáng thế, phần tiếp theo đã bắt đầu vào giai đoạn sản xuất. Phần tiếp theo có tên là Na Tra 2: Ma đồng náo hải và chi phí lên đến 600 triệu nhân dân tệ, phá vỡ kỷ lục của Deep Sea, trở thành phim hoạt hình có kinh phí cao nhất Trung Quốc.
Cả hai bộ phim Na Tra: Ma đồng giáng thế và Na Tra 2: Ma đồng náo hải đều phải mất đến 5 năm để sản xuất. Hơn 4.000 người tham gia vào bộ phim này, gấp đôi 1.600 người với hơn 60 công ty trong bộ phim trước đó. Nhà sản xuất Lưu Văn Chương cho biết số lượng nhân vật trong bộ phim này sẽ gấp ba lần so với bộ phim trước. Bộ phim trước đó có hơn 1.800 cảnh quay, trong khi bộ phim này lại có hơn 2.400 cảnh quay, bao gồm hơn 1.900 cảnh quay có hiệu ứng đặc biệt.

### Âm nhạc
Vạn Phẩm Chu, Dương Nhuệ và A Côn là người đảm nhận vị trí soạn nhạc nền cho bộ phim. Tổng cộng có 4 bài hát nằm trong bộ phim, lần lượt là "Chính là Na Tra" của Đường Hán Tiêu, "Ta là Na Tra tam thái tử" (2 phiên bản) của Lữ Yến Đình, Hãn Mạc và "Kết thúc của câu chuyện" của Trương Bích Thần.
| STT              | Nhan đề                                        | Sáng tác                                  | Trình bày            | Thời lượng |
| ---------------- | ---------------------------------------------- | ----------------------------------------- | -------------------- | ---------- |
| 1.               | "Chính là Na Tra"                              | Vương Cạnh, Đường Hán Tiêu, Chu Tĩnh Tịch | Đường Hán Tiêu       | 3:51       |
| 2.               | "Ta là Na Tra tam thái tử (bài hát quảng cáo)" | Ôn Lãng, Cù Tử Thiên, Tạng Truyền Vĩ      | Lữ Yến Đình, Hãn Mạc | 3:12       |
| 3.               | "Ta là Na Tra tam thái tử (Bài hát thái độ)"   | Ôn Lãng, Cù Tử Thiên, Tạng Truyền Vĩ      | Vương Triều 1982     | 3:20       |
| 4.               | "Kết thúc của câu chuyện"                      | Walter Ivan Er                            | Trương Bích Thần     | 4:06       |
| Tổng thời lượng: | Tổng thời lượng:                               | Tổng thời lượng:                          | Tổng thời lượng:     | 14:29      |

## Phát hành

### Quảng bá

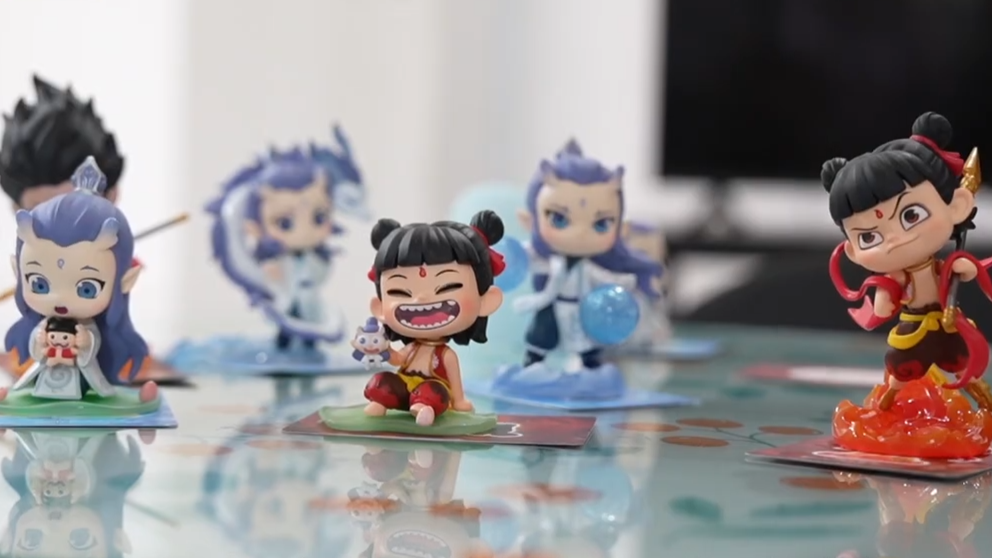
Tác phẩm văn hóa sáng tạo lấy cảm hứng từ bộ phim

Vào ngày 7 tháng 1 năm 2025, đoạn giới thiệu đầu tiên của phim được phát hành. Đến ngày 26 tháng 1 năm 2025, nhà sản xuất tiếp tục ra mắt đoạn giới thiệu chính thức.

### Công chiếu
Na Tra 2: Ma đồng náo hải được phát hành vào ngày 29 tháng 1 năm 2025 tại thị trường Trung Quốc, đây cũng là mùng 1 Tết Nguyên Đán trong năm 2025. Và phim cũng sẽ được công chiếu tại Châu Đại Dương và Bắc Mỹ vào các ngày 13 và 14 tháng 2 năm 2025. Tại Việt Nam, phim được dự kiến sẽ công chiếu vào ngày 14 tháng 3 năm 2025, do Encore Films phân phối.

## Đón nhận

### Đánh giá chuyên môn
Na Tra 2: Ma đồng náo hải đã nhận được những lời đánh giá tích cực chung từ quốc tế. Độ nổi tiếng của nó như phần trước của nó, thậm chí còn tiến bộ hơn về mặt nội dung, hiệu ứng đặc biệt và nhạc phim. Tại trang Douban Movies, phim được chấm 8,5/10, cao hơn 95% phim hoạt hình và cao hơn 98% phim hài. Trang báo Red Star đã đánh giá tốt về hiệu ứng đặc biệt, kịch bản và ý tưởng của bộ phim, và cho biết bộ phim sử dụng kịch bản rất tốt và thể hiện chính xác các giá trị, chứng minh rằng tôn trọng khán giả chính là câu trả lời để đạt được doanh thu phòng vé cao. Báo Shangguan đánh giá cao bộ phim vì bộ phim tiếp tục cho thấy phong cách và nhịp điệu của phần trước, đồng thời nâng cấp thêm các cảnh chiến đấu và hiệu ứng đặc biệt, nhưng lại đánh giá thấp về việc thiếu sự cao trào trong cốt truyện.

### Doanh thu phòng vé
Bộ phim chính thức được công chiếu vào ngày 29 tháng 1 năm 2025 (mùng 1 Tết Nguyên Đán Ất Tỵ 2025), Cũng trong thời điểm này đã có 2 bộ phim Tết khác của Trung Quốc cùng ra rạp là Thám tử phố Tàu 1900 và Phong Thần II: Chiến hỏa Tây Kỳ. Chỉ trong ba ngày sau khi phát hành tại Trung Quốc, doanh thu phòng vé của bộ phim đã đạt 1,1 tỷ nhân dân tệ, trở thành bộ phim đầu tiên đạt doanh thu phòng vé 1 tỷ nhân dân tệ trong dịp Tết Nguyên đán năm 2025.. Ngày thứ tư công chiếu, doanh thu phòng vé đạt 2 tỷ nhân dân tệ. Vào ngày thứ năm công chiếu, phim đạt 3 tỷ nhân dân tệ. Tới ngày thứ sáu phát hành, phim đã đạt 4 tỷ nhân dân tệ, lọt vào top 10 phim Trung Quốc có doanh thu cao nhất mọi thời đại. Đồng thời, phá vỡ kỷ lục về thời gian đạt 4 tỷ nhân dân tệ nhanh nhất mọi thời đại của Thám tử phố Tàu 3 ra mắt năm 2021 (mất 9 ngày 9 giờ). Doanh thu phòng vé đạt 5 tỷ vào ngày thứ 8 ra mắt, phá vỡ kỷ lục đạt 5 tỷ do Trận chiến hồ Trường Tân, phim có doanh thu phòng vé tại Trung Quốc cao nhất năm 2021 (mất 19 ngày và 9 giờ), và vượt qua tổng doanh thu phòng vé của bộ phim Na Tra: Ma đồng giáng thế, trở thành bộ phim hoạt hình có doanh thu cao nhất tại Trung Quốc. Đồng thời Na Tra trở thành loạt phim thứ hai đạt 10 tỷ với hai bộ phim, và phim đạt hơn 6 tỷ vào ngày thứ 9 sau khi phát hành.
Tính đến ngày 8 tháng 2 năm 2025, doanh thu phim đã đạt hơn 7,2 tỷ nhân dân tệ, đứng đầu trong dịp nghỉ Tết Nguyên đán, vượt qua Wolf Warrior 2 và Trận chiến hồ Trường Tân, để trở thành phim Trung Quốc có doanh thu phòng vé cao nhất mọi thời đại. Vào ngày 8 tháng 2, phim đạt hơn 7 tỷ nhân dân tệ (tức 965 triệu đô la Mỹ), đồng thời phim đứng thứ 63 trong các phim điện ảnh thế giới đạt 7 tỷ nhân dân tệ nhanh nhất mọi thời đại và là bộ phim đầu tiên ngoài Hollywood vượt mốc 7 tỷ. Sau gần 2 tuần công chiếu, phim đạt được 161 triệu vé và vượt qua Chiến lang 2 để trở thành phim có lượng vé tiêu thụ nhiều nhất trong thế kỉ 21 tại một quốc gia. Tính đến ngày 13 tháng 2, phim thu về hơn 10 tỷ nhân dân tệ (tức 1,37 tỷ đô la Mỹ), vượt qua doanh thu của Phim anh em Super Mario và trở thành phim hoạt hình có doanh thu cao thứ tư mọi thời đại.

### Tác động và ảnh hưởng
Sau khi bộ phim được phát hành, doanh thu phòng vé của nó liên tục tăng do độ phủ sóng của nó. Vì độ phủ sóng kinh khủng của phim nên các suất chiếu tại các cụm rạp phim đã sớm hết vé phim, cũng vì vậy nên vé xem phim này cũng rất khó để mua. Do đó, đã có nhiều khán giả lên các mạng xã hội của nhà sản xuất để kêu gọi phim được thêm suất chiếu để đáp ứng nhu cầu xem của khán giả. Ở một số nơi, thậm chí còn có hiện tượng hiếm hoi như các suất chiếu lúc nửa đêm cũng bị kín chỗ. Trong số đó, một rạp chiếu phim ở Hà Nam đã cho bộ phim cứ sau 10 phút là có 1 suất, nên tổng cộng "Na Tra 2" có 88 suất chiếu trong một ngày và con số này đã tăng lên 99 suất vào ngày hôm sau. Có một người quản lý một cụm rạp còn xem bộ phim như Thần Tài và đăng những bức ảnh thắp hương để thờ cúng. Dưới ảnh hưởng của thành tích nổi bật của bộ phim, giá cổ phiếu của nhà sản xuất Enlight Media đã đạt mức giới hạn hàng ngày ngay sau dịp Tết Nguyên đán.
Nhờ sự thành công của bộ phim, mà các sản phẩm và đồ chơi có liên quan đến bộ phim cũng trở thành mặt hàng bán chạy nhất tại các cửa hàng ở Trung Quốc. Có một người cho biết một số sản phẩm đã không còn hàng để bán. Bộ phim đã hợp tác với 23 nhãn hàng và chỉ trong vòng 2 tuần kể từ khi bộ phim được công chiếu thì các sản phẩm đã thu về hơn 400 triệu nhân dân tệ (tức 55 triệu đô la Mỹ).